# 细叶棘豆
细叶棘豆（学名：Oxytropis glabra var. tenuis）为豆科棘豆属下的一个变种。